# 埼玉県道62号深谷寄居線

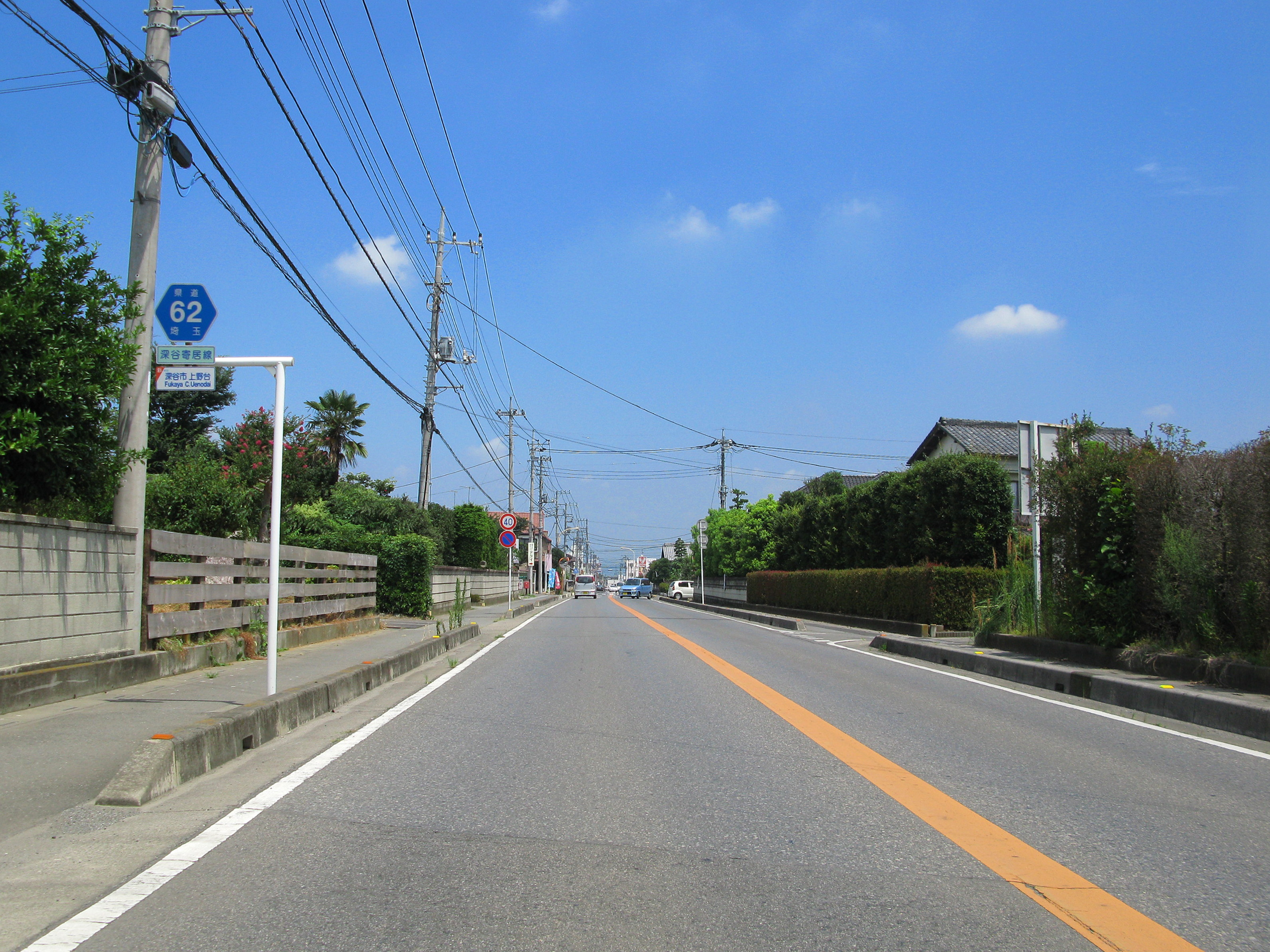
深谷市上野台地区（2012年8月）

埼玉県道62号深谷寄居線（さいたまけんどう62ごう ふかやよりいせん）は、埼玉県深谷市仲町から大里郡寄居町の国道254号を結ぶ主要地方道である。実延長は10.5km。

## 概要
- 起点：深谷市（仲町交差点・埼玉県道47号深谷東松山線と埼玉県道141号深谷停車場線との交差点）
- 終点：大里郡寄居町（山崎公会堂前交差点・国道254号との交差点）

## 通過する市町村

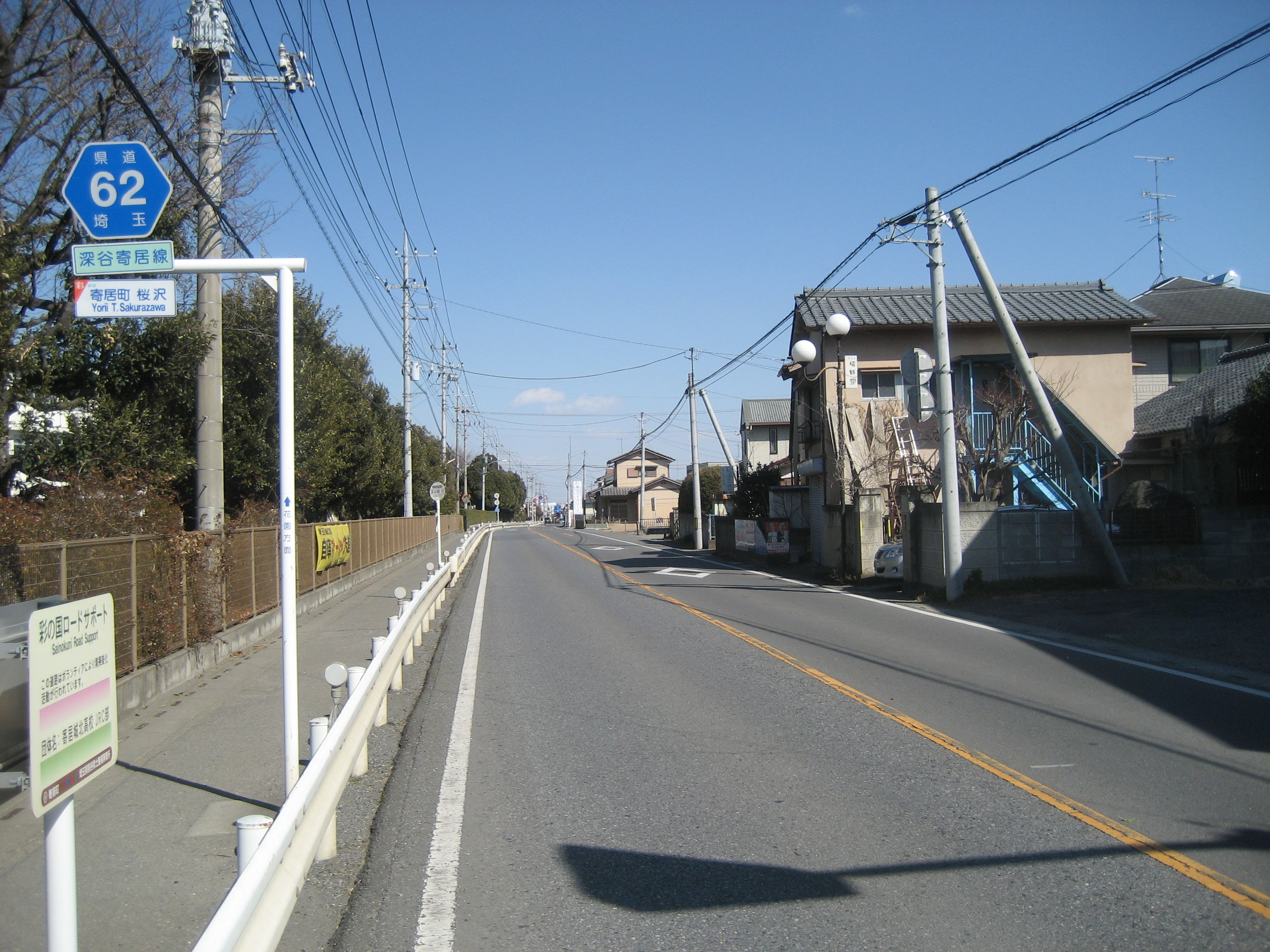
寄居町桜沢付近

- 埼玉県
  - 深谷市 - 大里郡寄居町

## 接続する道路
- 埼玉県道47号深谷東松山線・埼玉県道141号深谷停車場線（仲町交差点）
- 埼玉県道265号寄居岡部深谷線（深谷交差点）
- 埼玉県道75号熊谷児玉線（樫合自治会館前交差点）
- 埼玉県道86号花園本庄線（深谷市北大谷交差点 - 武蔵野下郷で重複）
- 埼玉県道175号小前田児玉線（原宿交差点）
- 国道254号・埼玉県道31号本庄寄居線（寄居町桜沢 山崎公会堂前交差点）

## 沿線の主な施設
- 深谷駅
- 正智深谷高等学校
- 仙元山公園
- 埼玉県立寄居城北高等学校
- 寄居町立桜沢小学校
- 寄居町立寄居中学校
- 桜沢駅